# TE-06
El TE-06 (Tren Eléctrico 2006) es el cuarto modelo de tren que empezó a operar en el sistema de Tren ligero de la Ciudad de México. (Actualmente Bombardier Transportation

## Historia
A 13 años de la puesta en marcha de cuatro trenes modelo TE-95, se entregaron estos trenes. El motivo principal de la puesta en servicio de estos trenes fue la construcción de la nueva Estación-Terminal Xochimilco. Así pues, con las nuevas unidades se reduciría el intervalo de servicio, de cuatro a tres minutos. en 2014 Compró con nuevos trenes del modelo TE-12. Para circular con nuevos trenes.

## Diferencias entre TE-90 y TE-95
Así mismo, existen diversas diferencias entre sus predecesores, las cuales son;
- Los asientos se encuentran alineados a los lados, similar a los NM-02 del Metro de la Ciudad de México
- El panel de destino en vez de ser fijo, es de leds.
- Los faros frontales muestran diferencias entre modelos anteriores.